# No Sleep 'til Hammersmith
Albums de Motörhead
Ace of Spades
(1980) Iron Fist
(1982)
Singles
1. Motörhead (live)
Sortie : 11 juillet 1981

No Sleep 'til Hammersmith est le premier album officiel en public du groupe de heavy metal anglais Motörhead. Il est sorti le 27 juin 1981 sur le label Bronze Records et a été produit par Vic Maile.

## Historique
Cet album fut enregistré dans sa plus grande partie lors d'une mini tournée britannique de cinq dates qui se terminait à Belfast. Aucune date ne fut prévue à l'Hammersmith Odeon de Londres mais le groupe et la maison de disque trouvait que cela sonnait mieux que « No Sleep 'til Maysfield Leisure Centre » qui était la dernière date de la tournée. Les enregistrements qui figurent sur cet album ont été faits fin mars 1981 à Leeds et à Newcastle, à l'exception d'Iron Horse / Born to Loose qui fut enregistré en 1980. Il s'agit du seul album officiel en public avec cette formule à trois Kilmister-Clarke-Taylor qui fit les beaux jours du groupe. 
Les versions studio de Ace of Spades, The Hammer et (We Are) the Road Crew se trouvent sur l'album Ace of Spades, celle de Bomber sur l'album Bomber, celles de Stay Clean, Metropolis, No Class, Overkill et Capricorn sur l'album Overkill, celles de Iron Horse/Born to Lose, Motörhead et Train Kept A-Rollin' sur l'album Motörhead. Over the Top est un inédit mais figurait en face B du single Motörhead issu de cet album. Le titre Motörhead sortira comme single de promotion de cet album.
Cet album constitue le plus gros succès commercial du groupe : il atteint la première place des charts britanniques tous styles musicaux confondus dès sa première semaine de publication le 27 juin 1981, pour être ensuite certifié disque d'or par la BPI le 18 septembre 1981. Motörhead est en cet été 1981 à son apogée artistique et commercial. L'unique single, une version en public de la chanson "Motörhead", atteindra la 6e place des charts britanniques.
La réédition de l'album en 1996 par Castle Records contient trois pistes en public supplémentaires. La réédition 2001 pour fêter le 20e anniversaire de la sortie de l'album s'étale sur deux compact disc. En 2021, une nouvelle réédition, en version Deluxe, permettra à l'album de faire une nouvelle entrée dans les classements musicaux, touchant des pays (Autriche, Belgique, Suisse, Espagne...) où l'album ne s'était pas classé en 1981.

## Liste des titres
- Tous les titres sont signés pat Kilmister, Clarke et Taylor sauf indications.

Face 1
| No | Titre                                                                      | Date et lieu de l'enregistrement    | Durée |
| -- | -------------------------------------------------------------------------- | ----------------------------------- | ----- |
| 1. | Ace of Spades                                                              | 30 mars 1981, City Hall, Newcastle  | 3:01  |
| 2. | Stay Clean                                                                 | 30 mars 1981, City Hall, Newcastle  | 2:50  |
| 3. | Metropolis                                                                 | 30 mars 1981, City Hall, Newcastle  | 3:31  |
| 4. | The Hammer                                                                 | 29 mars 1981, City Hall, Newcastle  | 3:05  |
| 5. | Iron Horse / Born to Loose (Phil Taylor, Mick Brown, Guy "Tramp" Lawrence) | 1980 (date exacte et lieu inconnue) | 3:58  |
| 6. | No Class                                                                   | 28 mars 1981, Queens Hall, Leeds    | 2:34  |

Face 2
| No  | Titre                  | Date et lieu de l'enregistrement   | Durée |
| --- | ---------------------- | ---------------------------------- | ----- |
| 7.  | Overkill               | 30 mars 1981, City Hall, Newcastle | 5:13  |
| 8.  | (We Are) The Road Crew | 30 mars 1981, City Hall, Newcastle | 3:31  |
| 9.  | Capricorn              | 30 mars 1981, City Hall, Newcastle | 4:40  |
| 10. | Bomber                 | 28 mars 1981, Queens Hall, Leeds   | 3:24  |
| 11. | Motörhead (Kilmister)  | 29 mars 1981, City Hall, Newcastle | 4:47  |

Titres supplémentaires de la réédition de 1996
| No  | Titre                                                       | Date et lieu de l'enregistrement    | Durée |
| --- | ----------------------------------------------------------- | ----------------------------------- | ----- |
| 12. | Over the Top                                                | 30 mars 1981, City Hall, Newcastle  | 3:04  |
| 13. | Capricorne (version alternative)                            | 29 mars 1981, City Hall, Newcastle  | 4:54  |
| 14. | Train Kept A-Rollin' (Tiny Bradshaw, Howard Kay, Lois Mann) | 1980 (date exacte et lieu inconnue) | 2:44  |

### Rééedition 2001 - 20th Anniversary Complete Edition
Disc 1
- Le disc 1 se compose des titres de l'album original plus les titres listés ci-dessous.

| No  | Titre                                                | Date et lieu de l'enregistrement   | Durée |
| --- | ---------------------------------------------------- | ---------------------------------- | ----- |
| 12. | Over the Top                                         | 30 mars 1981, City Hall, Newcastle | 2:57  |
| 13. | Shoot You In the Back                                | 30 mars 1981, City Hall, Newcastle | 2:43  |
| 14. | Jailbait                                             | 28 mars 1981, Queens Hall, Leeds   | 3:34  |
| 15. | Leaving Here (Holland-Dozier-Holland)                | 28 mars 1981, Queens Hall, Leeds   | 2:48  |
| 16. | Fire, Fire                                           | 29 mars 1981, City Hall, Newcastle | 2:55  |
| 17. | Too Late, Too Late                                   | 30 mars 1981, City Hall, Newcastle | 3:04  |
| 18. | Bite the Bullet / The Chase Is Better Than the Catch | 30 mars 1981, City Hall, Newcastle | 6:38  |

Disc 2
| No  | Titre                                                | Date et lieu de l'enregistrement   | Durée |
| --- | ---------------------------------------------------- | ---------------------------------- | ----- |
| 1.  | Ace of Spades                                        | 28 mars 1981, Queens Hall, Leeds   | 2:47  |
| 2.  | Stay Clean                                           | 29 mars 1981, City Hall, Newcastle | 2:54  |
| 3.  | Metropolis                                           | 29 mars 1981, City Hall, Newcastle | 3:46  |
| 4.  | The Hammer                                           | 28 mars 1981, Queens Hall, Leeds   | 3:01  |
| 5.  | Capricorn                                            | 29 mars 1981, City Hall, Newcastle | 5:00  |
| 6.  | No Class                                             | 29 mars 1981, City Hall, Newcastle | 5:00  |
| 7.  | (We Are) The Road Crew                               | 28 mars 1981, Queens Hall, Leeds   | 3:31  |
| 8.  | Bite the Bullet / The Chase Is Better Than the Catch | 28 mars 1981, Queens Hall, Leeds   | 6:07  |
| 9.  | Overkill                                             | 29 mars 1981, City Hall, Newcastle | 4:53  |
| 10. | Bomber                                               | 29 mars 1981, City Hall, Newcastle | 3:26  |
| 11. | Motörhead (Kilmister)                                | 30 mars 1981, City Hall, Newcastle | 5:31  |

## Les musiciens
- Lemmy Kilmister: chant, basse
- "Fast" Eddie Clarke: guitares
- "Philthy Animal" Taylor: batterie, percussions

## Charts et certification

### album
Charts
| Pays             | Durée du classement | Meilleur classement | Date           |
| ---------------- | ------------------- | ------------------- | -------------- |
| Allemagne        | 26 semaines         | 4e                  | 2 juillet 2021 |
| Autriche         | 1 semaine           | 26e                 | 9 juillet 2021 |
| Belgique (W)     | 2 semaine           | 41e                 | 3 juillet 2021 |
| Belgique (V)     | 1 semaine           | 128e                | 3 juillet 2021 |
| Espagne          | 1 semaine           | 40e                 | 4 juillet 2021 |
| Finlande         | 1 semaine           | 29e                 | 4 juillet 2021 |
| Norvège          | 5 semaines          | 24e                 | 10 août 1981   |
| Nouvelle-Zélande | 3 semaines          | 28e                 | 30 août 1981   |
| Royaume-Uni      | 21 semaines         | 1er                 | 27 juin 1981   |
| Suède            | 4 semaines          | 27e                 | 3 juillet 1981 |
| Suisse           | 1 semaine           | 17e                 | 4 juillet 2021 |

Certification
| Pays        | Certification | Ventes    | Date              |
| ----------- | ------------- | --------- | ----------------- |
| Royaume-Uni | Or            | 100 000 + | 18 septembre 1981 |

### Charts single
| Single           | Chart            | Durée du classement | Position | Date             |
| ---------------- | ---------------- | ------------------- | -------- | ---------------- |
| Motörhead (Live) | UK Singles Chart | 7 semaines          | 6e       | 18 juillet 1981  |
| Motörhead (Live) | RMNZ Top 40      | 2 semaines          | 33e      | 6 septembre 1981 |